# 大澤寺

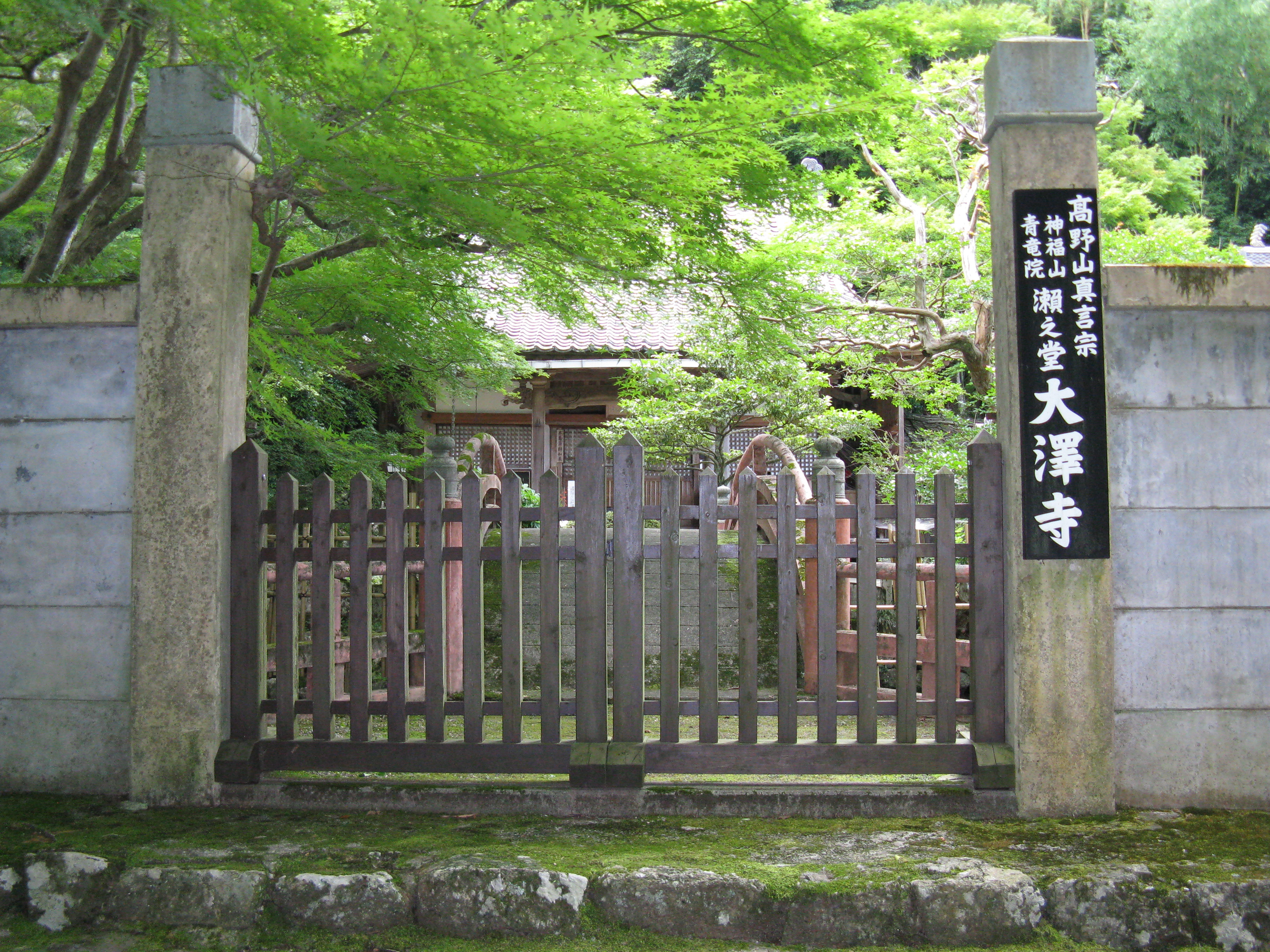
山門

大澤寺（だいたくじ）は奈良県五條市大沢町581にある寺である。

## 概略
大澤寺は、約1300年前の白鳳年間に、葛城の峰々等で修験道を開いた役行者が開基したと伝えられる密教霊場の山寺である。標高800 m弱の神福山の中腹に存在し、古来より山岳信仰とともに密接に結びついてきた葛城の峰々の山中に位置する寺として、葛城28宿等の行場としてもその役割を果たしてきており、住職が『毎日新聞』に語った話では1960年代前半頃までは寺付近に3段あった滝に打たれにやって来る修験者も多かったという。民間信仰では耳疾、眼病、中風、子供のひきつけ等の病いの他、合格祈願においても霊験あらたかであるとされており、瀬の堂の薬師さんの愛称でも親しまれている。これは、薬師如来が祀られていることのみならず目を洗うと眼病が治るという琵琶池（通称:眼洗い池、「昔、目が悪くなった人が洗うと治った」との伝承が残っている）、弘法大師手植えの樹（通称:智恵の柳）等が存在することもそのように親しまれている一因であるという。また、秋には一面が赤や黄に染まり、紅葉の名所としても知られ、過去には五條十八景にも描かれている。

## 歴史
白鳳年間に修験道の行場の一つ及びその拠点として役行者が一宇の草堂をむすび、薬師如来を勧請し祈願の浄域として開基された。この後、平安時代の弘仁年間になり、弘法大師がこの地を巡錫した際に伽藍及び僧房の建立等の大整備を行い、真言密教の大霊場の一つにし、金剛七坊の一つとして栄えたという。この際には12塔の塔頭を設けたと伝承されているが、現在は本堂と庫裏のみが残る。更に、時代は下り鎌倉時代の末期、元亨年間には後醍醐天皇の勅願所に指定され、紀伊国の名手に田地25町歩を下賜されたと伝わっている。その後、室町時代には仁和寺の別格本山となり、全国に多くの末寺を抱えた後、江戸時代初期には、紀州徳川家の祈願所となり繁栄を見せたという。この頃は『五條十八景』に「勢堂紅葉」として紹介されている。しかし、その後は段々と荒廃し、明治時代に入ると住職もいなくなり、一時廃寺となっていた。

## 寺名の由来
寺はキリサコ尾根という、尾根の上にあり、流れ込む川は一つも無いにもかかわらず境内にある青竜池は枯れる事なく水をたたえている。これを受けて、住職は「ここは30センチも掘ると水がわく。寺の名はそのことから付いたのでは」と以前に『毎日新聞』の取材に語っている。実際、14世紀後半の物とされる縁起にも、「寺名の由来を寺の前に枯れることがない沢があるから」という趣旨の事が記載されている。

## 仏像
- 本尊:薬師如来（像高189.1 cm、楠の一木作りの秘仏）
- その他 増長天（像高92.7 cm） ･ 持国天（像高80.9 cm）

どの仏像も平安初期のものと比定されている。

## 寺に関する画像

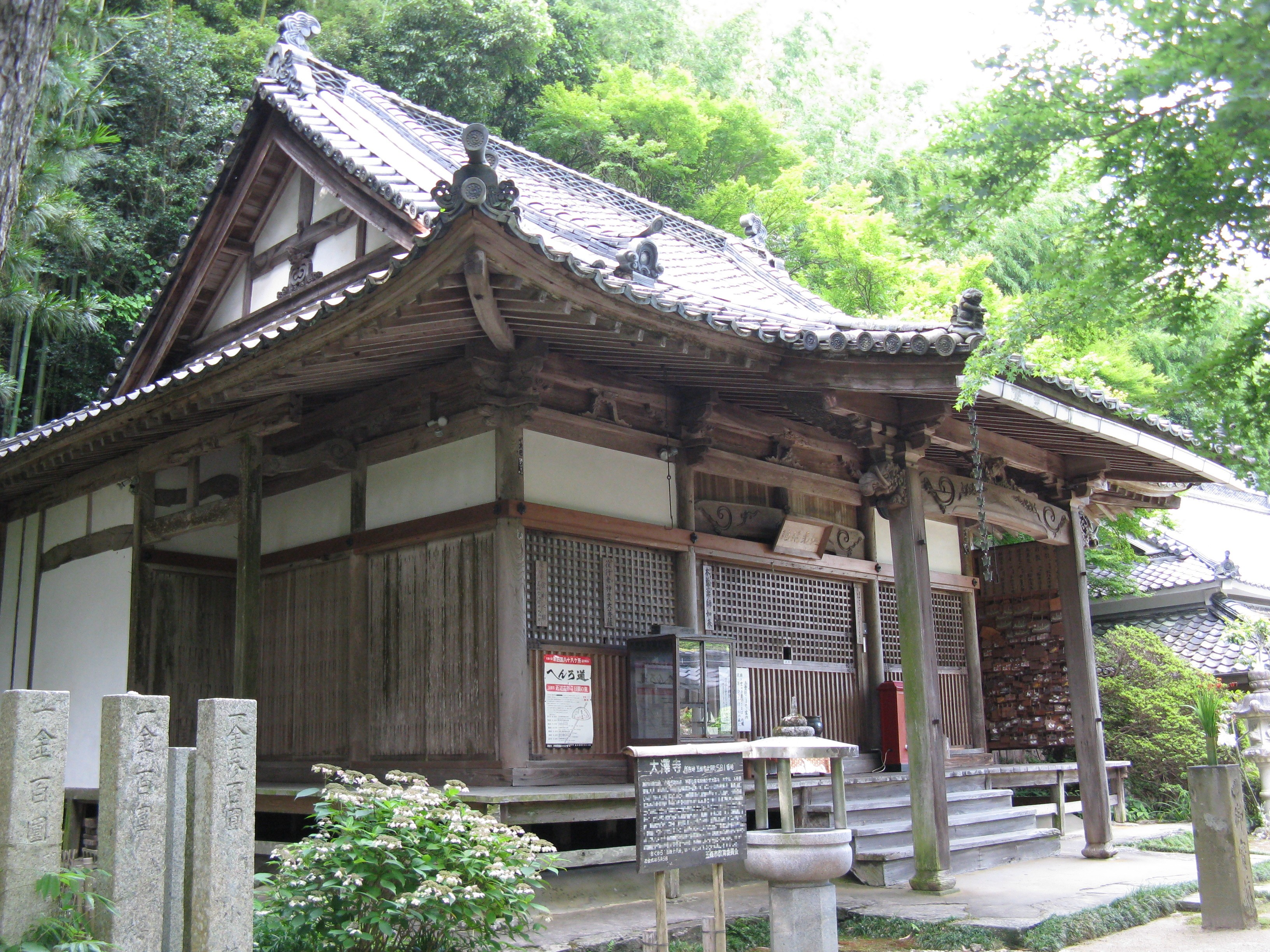
多くの伽藍や僧坊が失われた中 現在も残る本堂
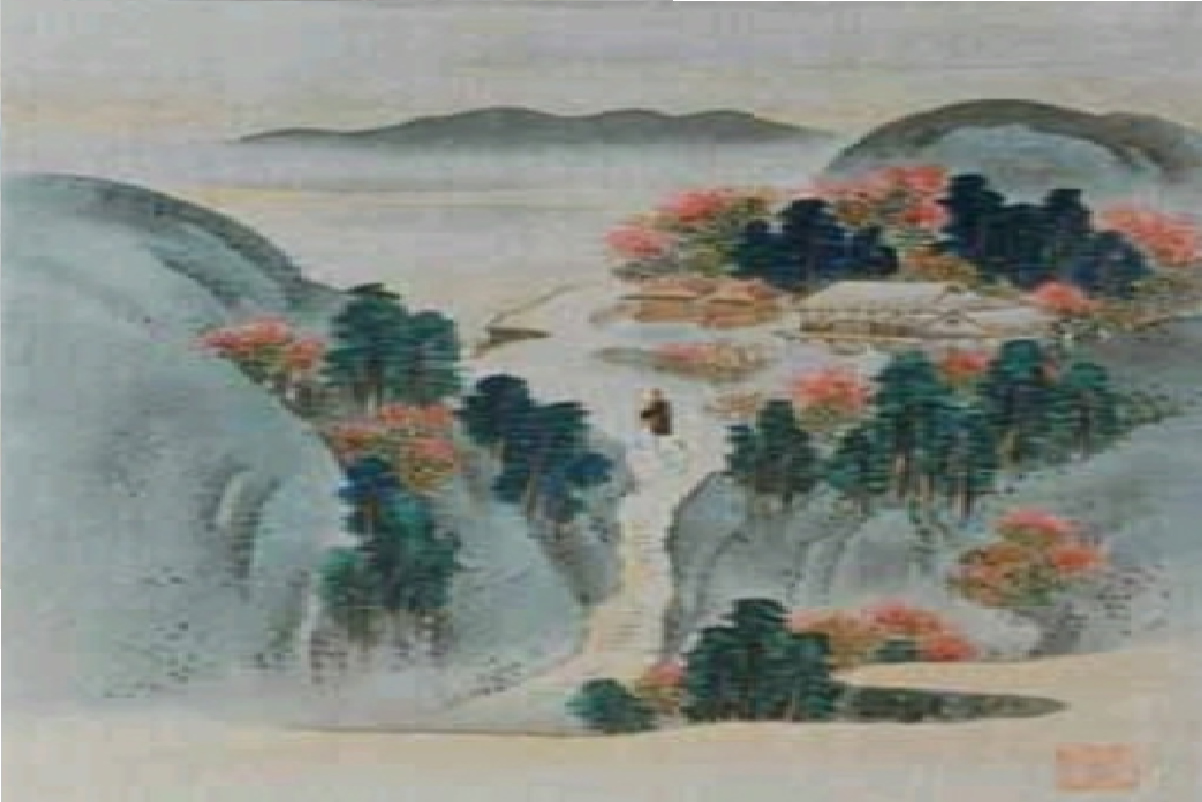
五條十八景で紹介された大澤寺の紅葉（三井丹丘・1804年）
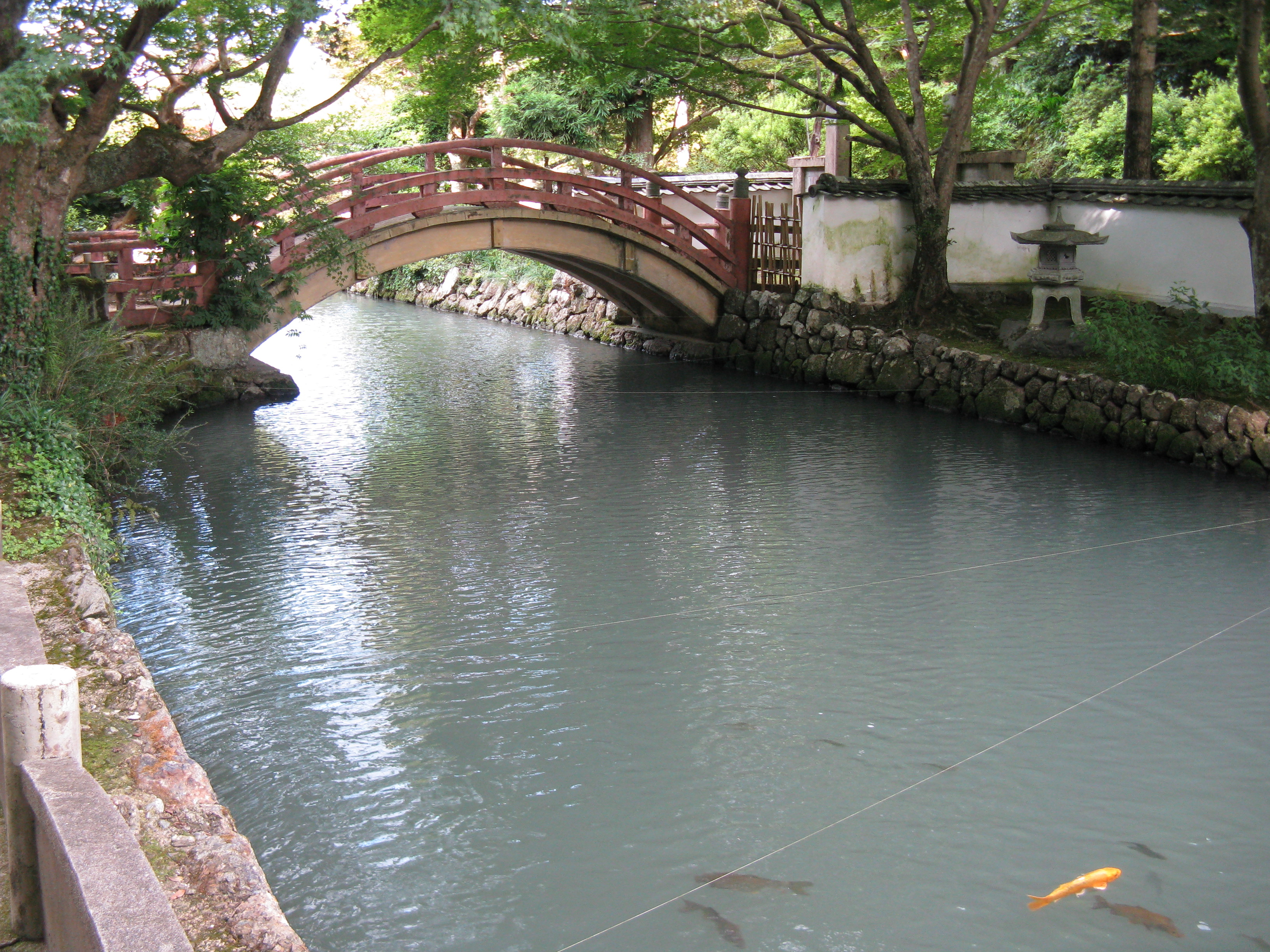
水が枯れる事なくたたえ続ける青龍池

## アクセス
JR和歌山線五条駅北口または、奈交バス五條バスセンターから田園方面行に乗車の上、田園五丁目南バス停で下車。そこから、行者杉峠の麓にある大澤寺へ向かう、水沢谷に沿った道を1時間程歩き続けると良い。